# Kaleidoskop

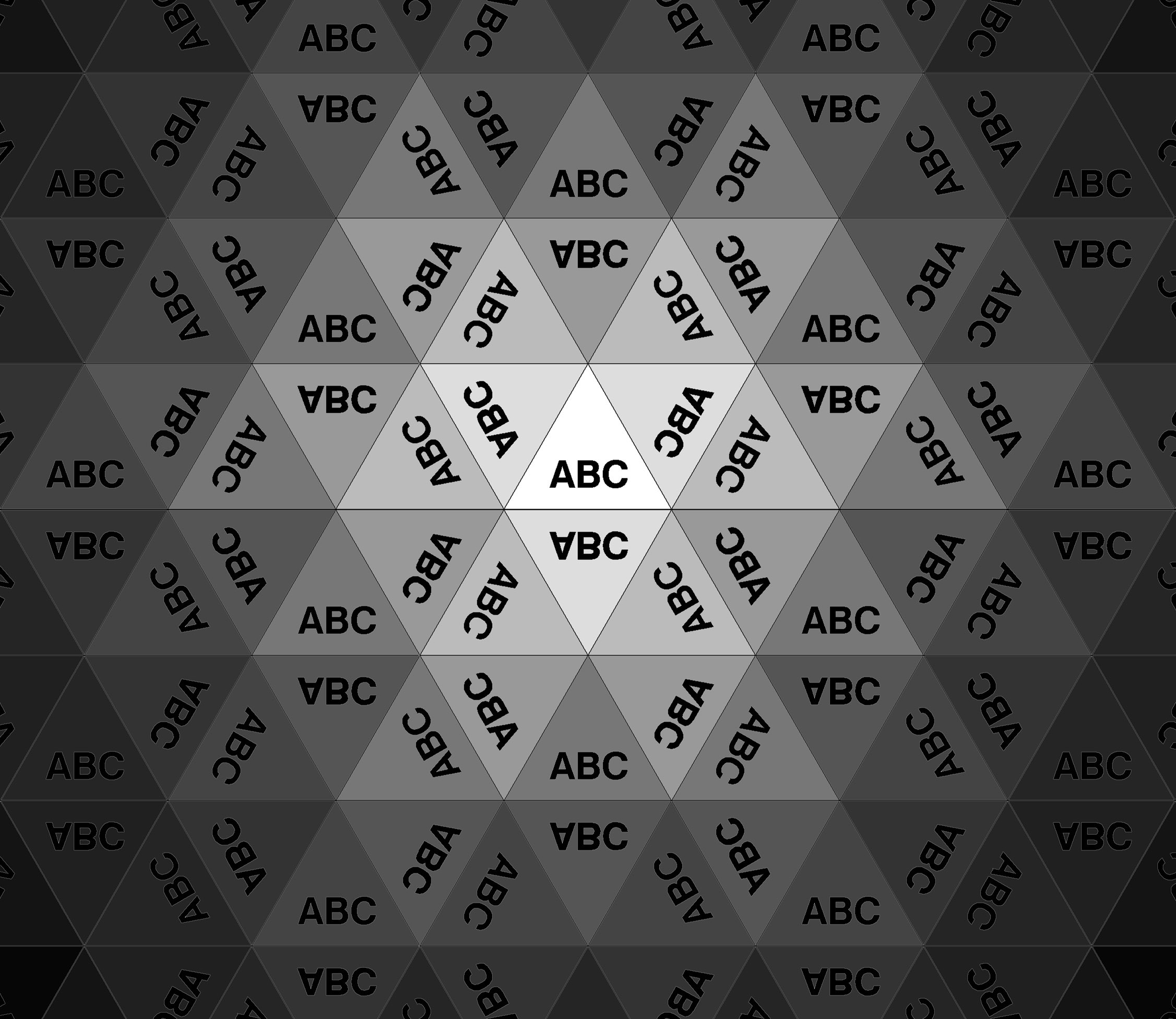
So entsteht ein Kaleidoskopbild

Bewegung in einem Kaleidoskop

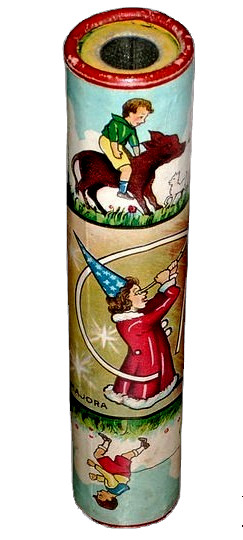
Antiquarisches Kaleidoskop

Das Kaleidoskop ist ein optisches Gerät, das häufig als Kinderspielzeug verwendet wird.
Das Kaleidoskop war ursprünglich schon den alten Griechen bekannt, wurde jedoch erst 1816 vom schottischen Physiker David Brewster erneut entdeckt und 1817 als Patent angemeldet. Brewster stieß bei seinen Untersuchungen über die Polarisation doppelbrechender Kristalle darauf, als er solche Kristalle in einer spiegelnden Metallröhre betrachtete.

## Etymologie
Das Wort Kaleidoskop stammt aus dem Griechischen und bedeutet: schöne Formen sehen. Konkret lauten die drei Wörter: καλός kalós „schön“, εἶδος eidos „Form, Gestalt“ und σκοπεῖν skopéin „schauen, sehen, betrachten“.

## Beschaffenheit
Ein Kaleidoskop ist ein in der Regel 12 bis 15 cm langes Rohr, an dessen einem Ende sich locker zwischen einer glatten und einer mattierten Glasplatte eingelegte kleine, farbige Objekte befinden. Häufig sind die Objekte Körper aus farbigem Glas. Das andere Ende des Kaleidoskops hat ein rundes Fenster zum Durchsehen. Im Rohr selbst sind längs drei (manchmal auch vier) Spiegel-Streifen angebracht, die sich an ihren Längskanten berühren. Darin spiegeln sich die Gegenstände mehrfach, so dass ein symmetrisches farbiges Muster sichtbar wird, das sich beim Drehen ändert.
Es gibt auch Kaleidoskope, die anstelle der Glasplatten einen mit einer durchsichtigen Flüssigkeit (meist Öl) gefüllten Behälter besitzen, in welcher die verschiedensten Gegenstände schwimmen. Aufgrund der hohen Viskosität der Flüssigkeit sinken die Gegenstände langsam nach unten und verändern das Muster kontinuierlich, ohne dass dauerhaft gedreht werden muss.
Eine andere Form stellen offene Kaleidoskope (auch Teleidoskop genannt) dar, welche anstatt der Glasplatte mit den Objekten eine fest installierte Linse besitzen. Blickt man durch diese, bildet ein Ausschnitt der Umgebung das Muster, welches sich anstatt durch Drehung durch horizontale und vertikale Bewegung verändert.

## Größtes Kaleidoskop

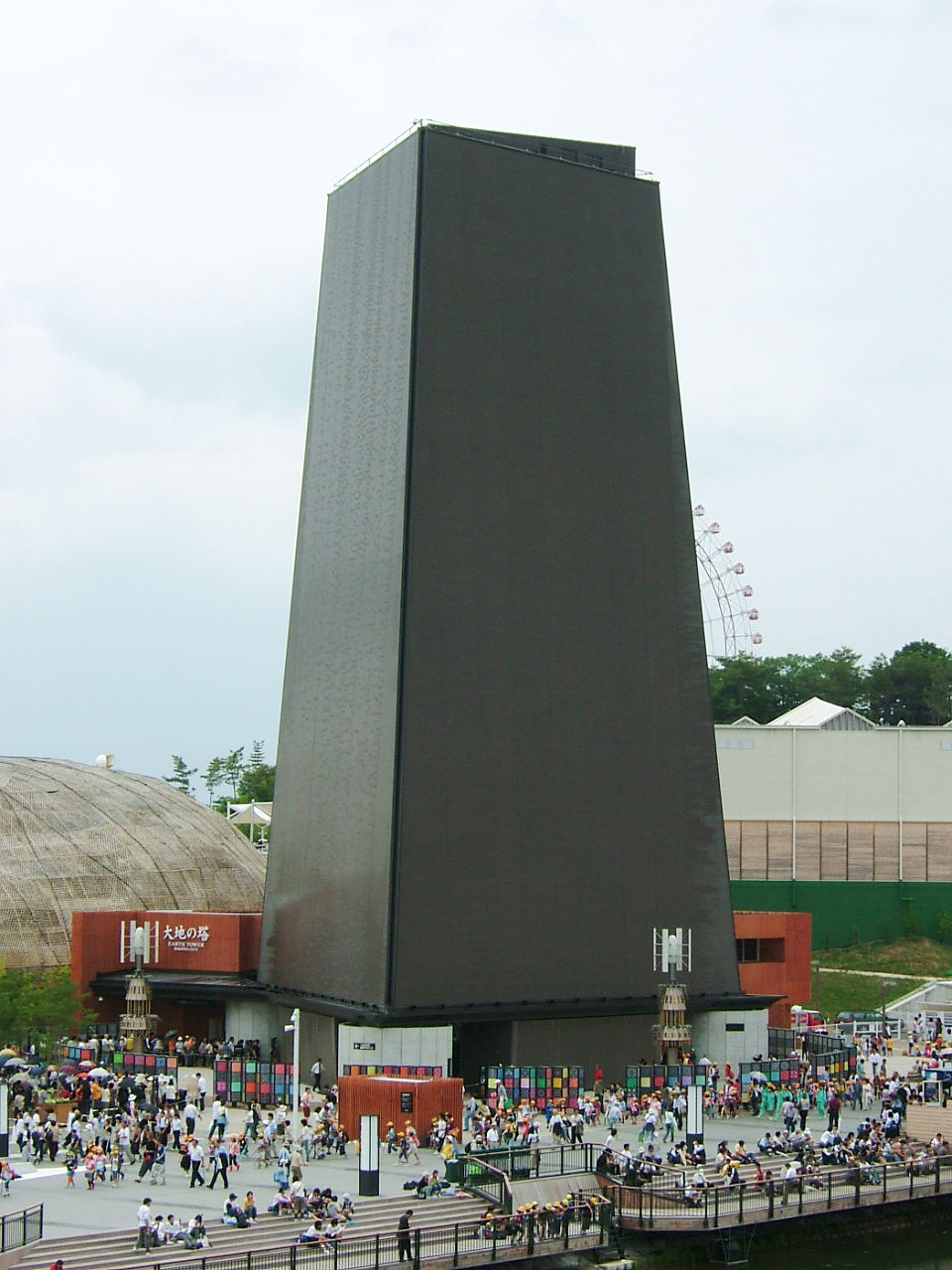
Der Erdturm

Das größte Kaleidoskop der Welt, der „Erdturm“ (jap.: 大地の塔 daichi no tō), war während der Expo 2005 in Japan zu sehen. Es handelte sich um einen 47 Meter hohen Turm, an dessen kugelförmiger Decke sich ein Farbenspiel mit mehr als 40 Metern Durchmesser befand. Das in die Glaskuppel des Turms einfallende Sonnenlicht wurde mittels einer komplizierten Anordnung von Spiegeln nach mehrfachen Umleitungen auf drei rotierende Glasscheiben reflektiert. Es entstanden die für Kaleidoskope typischen, sich ständig verändernden und ineinander übergehenden symmetrischen Muster, die von der Eingangshalle aus betrachtet werden konnten.